# Владики (Вілейський район)
Уладыкі (біл. вёска Барсукі) — село в складі Вілейського району Мінської області, Білорусь. Село підпорядковане Хотеньчицькій сільській раді, розташоване в північній частині області.

## Історія
У 1921–1945 роках село знаходилось у Польщі, у Вільнюськім воєводстві, Вілейського повіту, у гміні Ілля.

## Населення
- 1866 рік — 157 людини, 13 будинків[1]
- 1921 рік — 179 людини, 37 будинків[2].
- 1931 рік — 202 людини, 41 будинків[3].